# Agnsjön (Härna socken, Västergötland)
Agnsjön är en sjö i Ulricehamns kommun i Västergötland och ingår i Viskans huvudavrinningsområde. Sjön är 4,8 meter djup, har en yta på 0,054 kvadratkilometer och är belägen 188 meter över havet.

## Galleri

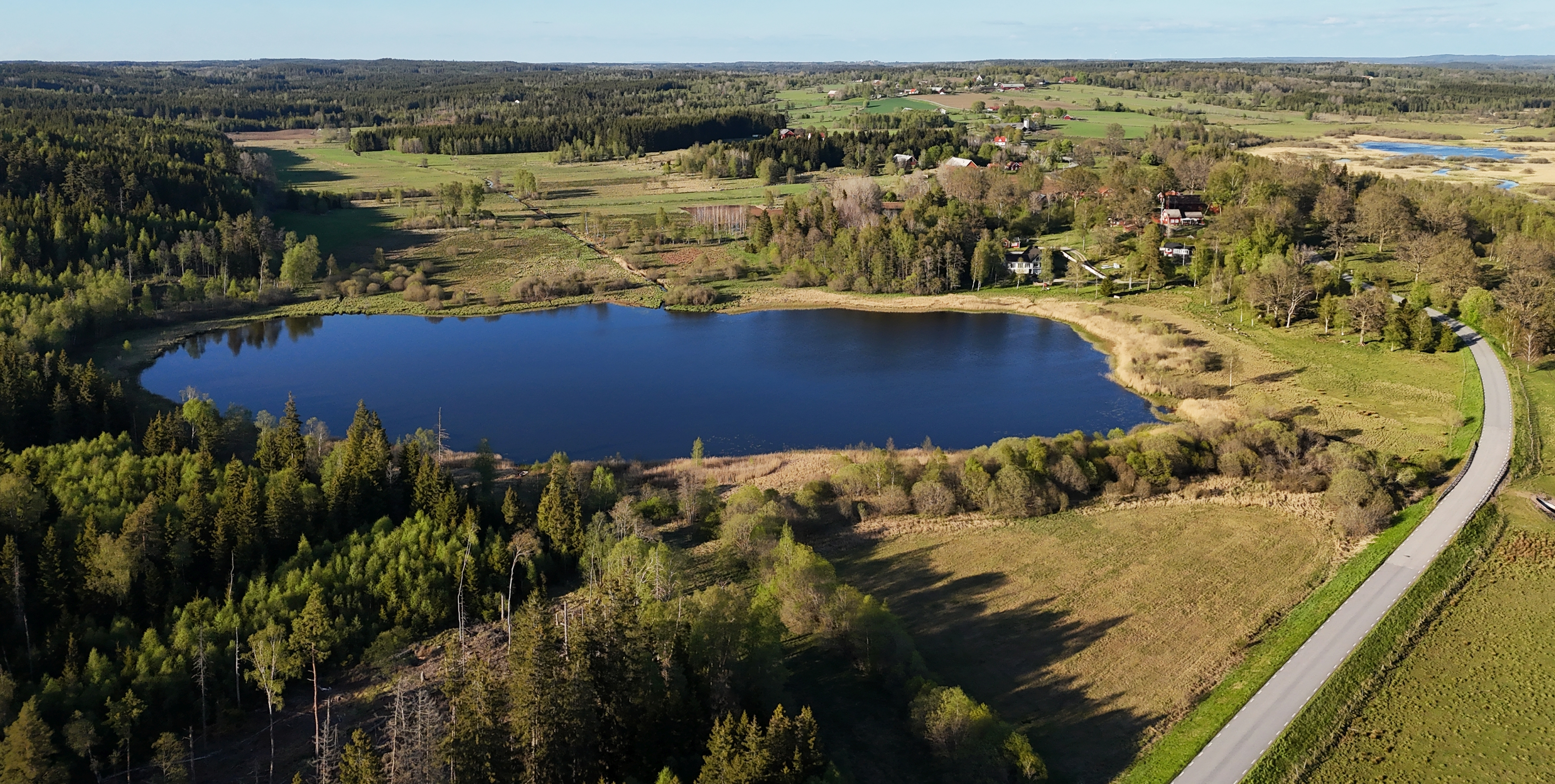
Agnsjö/Angsjö och längst upp till höger Gärdsjön.